# Arvid Posse
Arvid Rutger Fredriksson Posse (Helsingborg, 15 febbraio 1820 – Stoccolma, 24 aprile 1901) è stato un politico svedese.
Fu primo ministro della Svezia dal 1880 al 1883 sotto Oscar II di Svezia. È stato Lantmarskalk, o "nobile Maresciallo", uno dei presidenti della dieta svedese (Riksdag degli Stati), dal 1844 al 1845.